# Phidippus cruentus
Phidippus cruentus es una especie de araña araneomorfa del género Phidippus, familia Salticidae. Fue descrita científicamente por F. O. Pickard-Cambridge en 1901.
Habita en México.